# 7e cérémonie des British Independent Film Awards
La 7e cérémonie des British Independent Film Awards, organisée par le jury du festival de Raindance, a eu lieu le 30 novembre 2004, et a récompensé les films indépendants réalisés dans l'année

## Palmarès

### Meilleur acteur
- Phil Davis pour Vera Drake
  - Ian Hart pour Blind Flight (en)
  - Paddy Considine pour Dead Man's Shoes
  - Daniel Craig pour Délires d'amour
  - Geoffrey Rush pour Moi, Peter Sellers

### Meilleure actrice
- Imelda Staunton pour Vera Drake
  - Eva Birthistle pour Just a Kiss
  - Scarlett Johansson pour La Jeune Fille à la perle
  - Anne Reid pour The Mother
  - Nathalie Press pour My Summer of Love

### Meilleur second rôle
- Eddie Marsan pour Vera Drake
  - Gary Stretch pour Dead Man's Shoes
  - Samantha Morton pour Délires d'amour
  - Romola Garai pour Inside I'm Dancing
  - Paddy Considine pour My Summer of Love

### Meilleur espoir
- Ashley Walters pour Bullet Boy (en)
  - Atta Yaqub pour Just a Kiss
  - Toby Kebbell pour Dead Man's Shoes
  - Emily Blunt pour My Summer of Love
  - Nick Frost pour Shaun of the Dead

### Meilleur film
- Vera Drake
  - My Summer of Love
  - Shaun of the Dead
  - Dead Man's Shoes
  - La Mort suspendue

### Meilleur film étranger
- Old Boy
  - Fahrenheit 9/11
  - Carnets de voyage
  - Pieces of April
  - Hero

### Meilleur documentaire
- La Mort suspendue
  - Aileen: Life and Death of a Serial Killer (en)
  - Drowned Out (en)
  - Peace One Day
  - Trollywood

### Meilleur court-métrage
- Leçons de vie
  - London Fields are Blue
  - Brand Spanking
  - 38144
  - Wasp

### Meilleur réalisateur
- Mike Leigh pour Vera Drake
  - Shane Meadows pour Dead Man's Shoes
  - Roger Michell pour Délires d'amour
  - Paweł Pawlikowski pour My Summer of Love
  - Kevin Macdonald pour La Mort suspendue

### Meilleur scénario
- Simon Pegg et Edgar Wright pour Shaun of the Dead
  - Paddy Considine et Shane Meadows pour Dead Man's Shoes
  - Christopher Markus et Stephen McFeely pour Moi, Peter Sellers
  - Mike Leigh pour Vera Drake
  - Paul Laverty pour Just a Kiss

### Meilleure production
- Vera Drake
  - Coup de foudre à Bollywood
  - Code 46
  - Dead Man's Shoes
  - La Jeune Fille à la perle

### Meilleur technicien
- Mike Eley pour La Mort suspendue
  - Eduardo Castro et Ralph Holes pour Coup de foudre à Bollywood
  - Mark Tildesley pour Code 46
  - Chris Wyatt et Lucas Roche pour Dead Man's Shoes
  - Haris Zambarloukos pour Délires d'amour

### Richard Harris Award
- Bob Hoskins

### Prix spécial du jury
- Norma Heyman (en)

### Variety Award
- J. K. Rowling

### The Raindance Award
- The Barn
  - Blinded
  - Chicken Tikka Masala

### Prix Douglas Hickox
- John Crowley pour Intermission
  - Saul Dibb pour Bullet Boy (en)
  - Peter Webber pour La Jeune Fille à la perle
  - Emily Young pour Kiss of Life
  - Matthew Vaughn pour Layer Cake